# María Schlegel
María Priscilla Schlegel Mosegui (Valladolid, 29 agosto 1993) è una pallavolista spagnola, schiacciatrice del Levallois Paris.

## Carriera

### Club
La carriera da professionista di María Schlegel inizia nella stagione 2014-15, quando debutta in Superliga Femenina de Voleibol con l'Alcobendas, mentre nella stagione seguente si trasferisce all'Haro, dove resta per un biennio. Nel campionato 2017-18 gioca per la prima volta all'estero, ingaggiata dal CUS Torino, nella Serie A2 italiana, dove milita anche nel campionato successivo, ma con il Mondovì.
Dopo un'annata in patria, giocando per l'Haris, nella stagione 2019-20 firma per le ceche dell'Olomouc, in Extraliga, approdando nella stagione seguente al Münster, con cui prende parte per un biennio alla 1. Bundesliga tedesca. In seguito si trasferisce negli Stati Uniti d'America, dove partecipa alla Athletes Unlimited 2023 e poi, brevemente, alla Pro Volleyball Federation 2024, con le Columbus Fury; successivamente trascorre un breve periodo nella Liga de Voleibol Superior Femenino 2024 con le Atenienses de Manatí.
Nella stagione 2024-25 viene ingaggiata dal Târgoviște, nella Divizia A1 rumena, trasferendosi però a dicembre al Levallois Paris, terminando l'annata nella Ligue A francese.

### Nazionale
Nel 2017 debutta con la nazionale spagnola in occasione delle qualificazioni CEV al campionato mondiale 2018.